# Anteu (mitologia)
Segons la mitologia grega, Anteu (grec antic: Ἀνταῖος, Antaios, llatí Antaeus) era un gegant, fill de Posidó i de Gea.
Vivia al desert de Líbia, no lluny d'Útica, segons Lucà, o al Marroc segons altres autors, on assaltava els viatgers i els obligava a lluitar amb ell, vencent-los sempre. Després adornava amb les seves despulles el temple del seu pare, ja que havia promès aixecar-ne un fet amb cranis humans.
Hèracles, en passar per Líbia a la recerca de les pomes d'or al jardí de les Hespèrides, lluità amb ell, però cada cop que l'abatia s'aixecava amb més forces. Finalment, l'heroi comprengué que el contacte amb la seua mare, la terra, el vivificava, i el va estrangular mantenint-lo enlaire.
Després l'heroi es va unir amb la dona d'Anteu, Tinge, que li va donar un fill, Sòfax. Després, Sòfax va ser rei de Mauritània.